# Aeroportul Schenectady County
Aeroportul Schenectady County (IATA: SCH, ICAO: KSCH, FAA LID: SCH) este un aeroport din New York, Statele Unite ale Americii ce deservește zona Schenectady. Aeroportul a fost tranzitat în 2019 de 30 de pasageri. A fost numit după zona deservită.
Situat la o altitudine de 115 m, aeroportul dispune de 2 piste.

## Infrastructură

### Piste
Aeroportul dispune de 2 piste. Pista 04/22 are suprafața de asfalt și dimensiunile 7.001 picioare × 150 picioare. Pista 10/28 are suprafața de asfalt și dimensiunile 4.850 picioare × 150 picioare. 